# Faverelles
Faverelles és un municipi francès, situat al departament del Loiret i a la regió de Centre – Vall del Loira. L'any 2007 tenia 163 habitants.

## Demografia

### Població
El 2007 la població de fet de Faverelles era de 163 persones. Hi havia 72 famílies, de les quals 20 eren unipersonals (12 homes vivint sols i 8 dones vivint soles), 20 parelles sense fills, 28 parelles amb fills i 4 famílies monoparentals amb fills.
La població ha evolucionat segons el següent gràfic:
Habitants censats

### Habitatges
El 2007 hi havia 115 habitatges, 72 eren l'habitatge principal de la família, 26 eren segones residències i 17 estaven desocupats. 113 eren cases i 2 eren apartaments. Dels 72 habitatges principals, 50 estaven ocupats pels seus propietaris, 19 estaven llogats i ocupats pels llogaters i 3 estaven cedits a títol gratuït; 1 tenia una cambra, 3 en tenien dues, 15 en tenien tres, 24 en tenien quatre i 29 en tenien cinc o més. 60 habitatges disposaven pel capbaix d'una plaça de pàrquing. A 26 habitatges hi havia un automòbil i a 40 n'hi havia dos o més.

### Piràmide de població
La piràmide de població per edats i sexe el 2009 era:
| Homes | Edats   | Dones |
| ----- | ------- | ----- |
| 0     | 95 o +  | 0     |
| 0     | 90 a 94 | 4     |
| 0     | 85 a 89 | 0     |
| 0     | 80 a 84 | 8     |
| 4     | 75 a 79 | 12    |
| 4     | 70 a 74 | 0     |
| 16    | 65 a 69 | 8     |
| 0     | 60 a 64 | 8     |
| 8     | 55 a 59 | 4     |
| 4     | 50 a 54 | 8     |
| 0     | 45 a 49 | 0     |
| 4     | 40 a 44 | 4     |
| 4     | 35 a 39 | 16    |
| 8     | 30 a 34 | 0     |
| 0     | 25 a 29 | 4     |
| 8     | 20 a 24 | 4     |
| 8     | 15 a 19 | 0     |
| 4     | 10 a 14 | 0     |
| 8     | 5 a 9   | 4     |
| 4     | 0 a 4   | 4     |

## Economia
El 2007 la població en edat de treballar era de 104 persones, 79 eren actives i 25 eren inactives. De les 79 persones actives 66 estaven ocupades (36 homes i 30 dones) i 13 estaven aturades (7 homes i 6 dones). De les 25 persones inactives 12 estaven jubilades, 4 estaven estudiant i 9 estaven classificades com a «altres inactius».

### Ingressos
El 2009 a Faverelles hi havia 70 unitats fiscals que integraven 154 persones, la mediana anual d'ingressos fiscals per persona era de 14.654,5 €.

### Activitats econòmiques
Dels 4 establiments que hi havia el 2007, 1 era d'una empresa de construcció, 2 d'empreses de comerç i reparació d'automòbils i 1 d'una empresa classificada com a «altres activitats de serveis».
Dels 2 establiments de servei als particulars que hi havia el 2009, 1 era un taller de reparació d'automòbils i de material agrícola i 1 electricista.
L'any 2000 a Faverelles hi havia 10 explotacions agrícoles que ocupaven un total de 678 hectàrees.

## Poblacions més properes
El següent diagrama mostra les poblacions més properes.